# Урракаль
Урракаль (ісп. Urrácal) — муніципалітет в Іспанії, у складі автономної спільноти Андалусія, у провінції Альмерія. Населення — 348 осіб (2010).
Муніципалітет розташований на відстані близько 350 км на південь від Мадрида, 65 км на північ від Альмерії.
На території муніципалітету розташовані такі населені пункти: (дані про населення за 2010 рік)
- Агуа-Амарга: 4 особи
- Урракаль: 344 особи

## Демографія
Динаміка населення (INE ):